# Feldlager Rajlovac

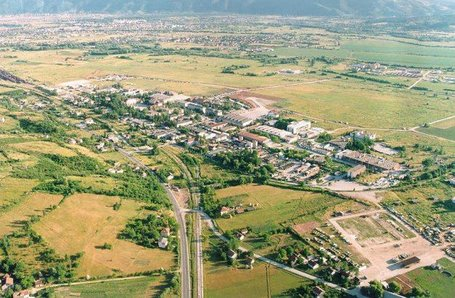
Feldlager Rajlovać 1999

Das Feldlager Rajlovac (Camp Capitaine Carreau) befindet sich in Bosnien und Herzegowina und liegt rechts der Miljacka etwa 12 Kilometer nordwestlich vom Stadtzentrum der Hauptstadt Sarajevo auf dem Territorium der Gemeinde Sarajevo-Novi Grad. In Rajlovac bestand von 1919 bis 1942 ein Militärflugplatz des Königreichs Jugoslawien. Von 1949 bis 1995 war in Rajlovac die einzige Produktionsstätte Jugoslawiens für Düsentriebwerke angesiedelt. Von 1996 bis 2007 war Rajlovac ein wichtiges Feldlager der SFOR-Schutztruppe.

## Geschichte

### Luftwaffenstützpunkt

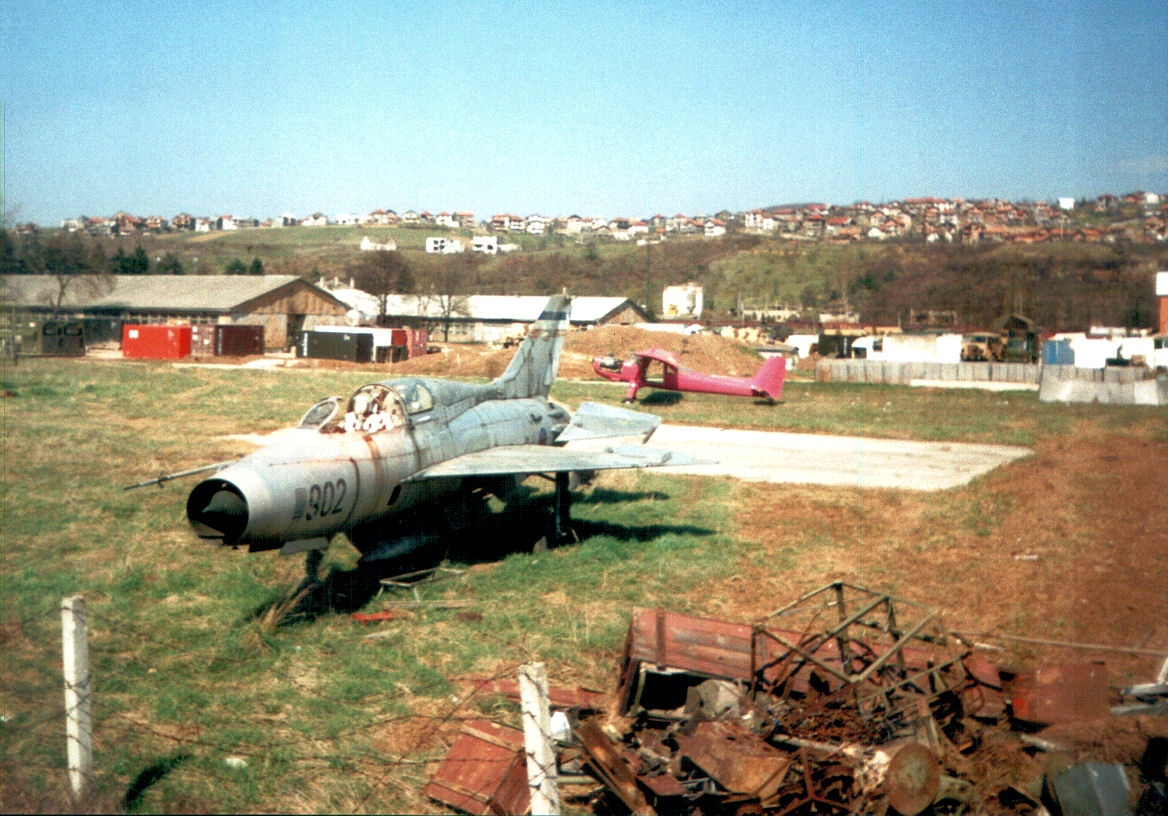
Alte MiG-21 aus Zeiten der Nutzung als Luftwaffenstützpunkt

Die Geschichte des Lagers reicht zurück bis zum Jahr 1904, als sich hier bereits ein österreichisch-ungarisches Militärgelände befand. Zumindest von 1903 bis 1909 war hier die Garnison der I. Division (Bataillon) des Dragonerregiments Nr. 3, die dann nach Groß-Enzersdorf verlegt wurden. Für 1914 ist Rajlovac auf der Garnisonsliste nicht mehr aufgeführt. Von 1919 bis 1941 war Rajlovac ein Luftwaffenstützpunkt des Königreichs Jugoslawien. Nach der Bombardierung durch die deutsche und italienische Luftwaffe 1941 besetzte die deutsche Wehrmacht zusammen mit neugegründeten Verbänden der NDH den Luftwaffenstützpunkt. Rajlovac blieb bis zur Befreiung durch die Partisanen im April 1945 ein Luftwaffenstützpunkt der NDH-Regierung.
Die Geschichte der Technischen Gesellschaft für Luftfahrt in Rajlovac war mit der Einrichtung der Luftstreitkräfte der Jugoslawischen Volksarmee verbunden. Am Ende des Zweiten Weltkrieges besaß die Luftwaffe der Jugoslawischen Volksbefreiungsarmee 301 Flugzeuge. 1945 stieg die Zahl noch um 36 Jagdbomber, 10 Trainingsflugzeuge, 24 Schulflugzeuge und 2 Transportflugzeuge an. Die meisten der Fluggeräte wurden entweder erbeutet oder stammten von der RAF oder aus der UdSSR. Um diese Flugzeuge zu warten, wurden entsprechende Einrichtungen gegründet. So wurde noch während der Schlussoffensiven der Alliierten am 30. Oktober 1944 in Pančevo eine militärische Flugwerft eingerichtet, welche 1949 in Rajlovac angesiedelt wurde und bis 1995 bestand. Aus diesem ging der Vazduhoplovni zavod „Orao“ hervor.

### Triebwerksfabrik
Bis 1968 wurden in Rajlovac die Düsentriebwerke der Flugzeuge der Jugoslawischen Volksarmee gewartet, darunter die Triebwerke der amerikanischen Flugzeuge F-84 und T-33 sowie der sowjetischen MiG-21. Als im Jahre 1968 mit der eigenen Herstellung der Triebwerke vom Typ „VIPER MK.632“ für die Flugzeuge Galeb G-4 begonnen wurde, nahm die Produktion von Düsentriebwerken am Gesamtvolumen bis 1991 über 49 % der gesamten Wirtschaftsleistung in Rajlovac an. Dafür wurden erhebliche Investitionen in die Infrastruktur des Werkes aufgebracht.
Der Vazduhoplovni zavod „Orao“ besaß eine Lizenz für Düsentriebwerke der Firma Rolls-Royce (R-R Viper 633 Turbojet und Viper 632) und rüstete die einheimischen Schulflugzeuge Super Galeb G4 sowie den Jagdbomber Soko J-22 Orao aus. 1996 wurde der Vazduhoplovni zavod „Orao“ nach Bijeljina umgesiedelt.

### SFOR Feldlager 1996–2006

#### Namensgebung
Benannt wurde das Feldlager nach dem französischen Hauptmann Gilles Carreau. Er wurde am 20. Juni 1995 zum Stab der UN-Schutztruppen im Abschnitt Sarajevo im Rahmen der UNPROFOR-Mission versetzt. Am 22. Juli 1995 gegen 23 Uhr fuhr er an der Spitze eines Konvois, der die Bevölkerung der Stadt Sarajevo mit Lebensmitteln versorgen sollte. Er wurde durch die Splitter eines Mörsergeschosses tödlich verwundet, das vom Berg Igman auf die Straße abgefeuert wurde.

#### Nutzung

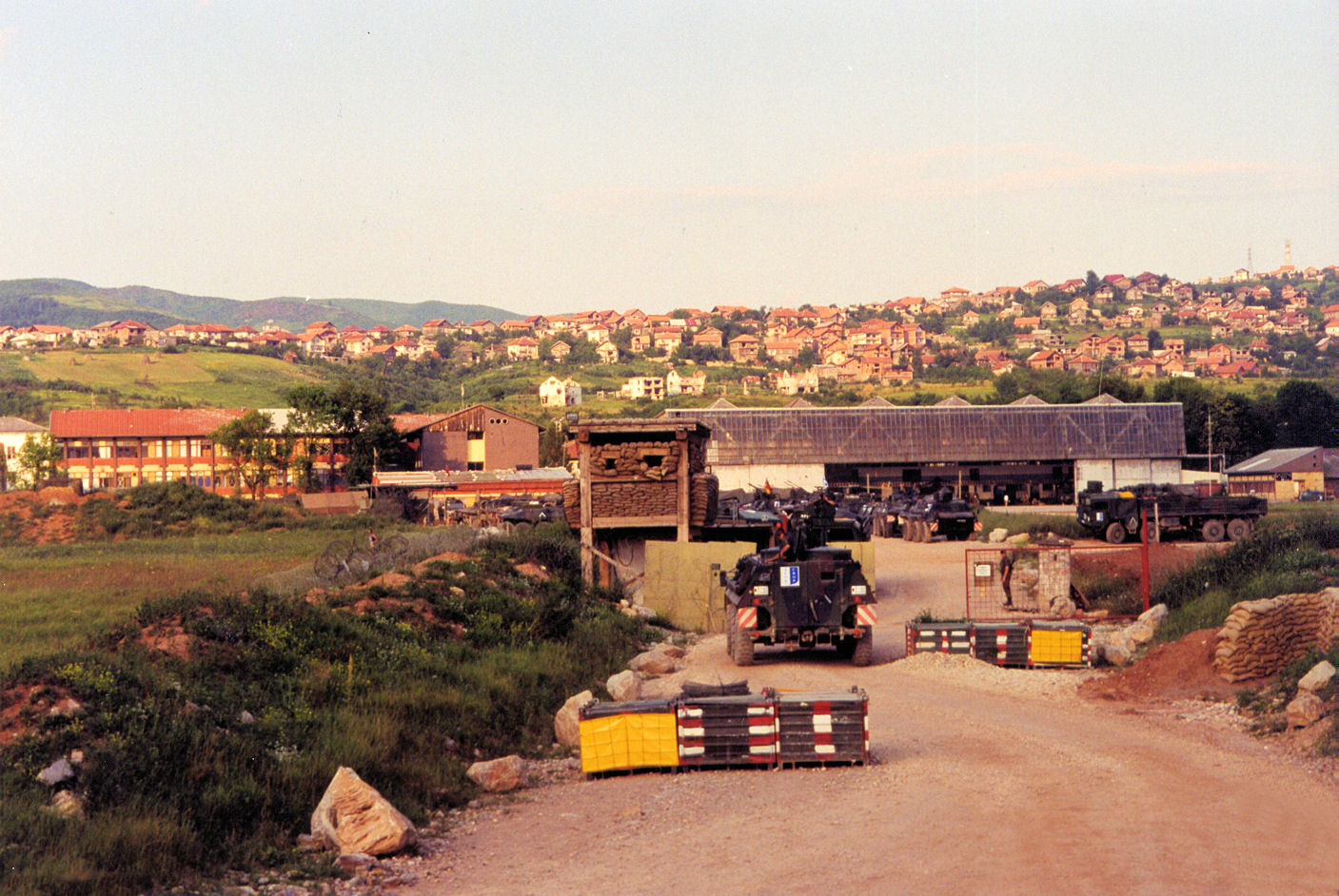
Ehemalige Hintereinfahrt zum SFOR-Feldlager

Im Januar 1997 bezog die Bundeswehr das Feldlager. Dazu wurden rund 1000 Büro-, Wohn- und Sanitärcontainer per LKW aus Trogir, Primošten und Benkovac herangeschafft und aufgestellt. Das Gelände wurde hierzu von Sprengfallen, Minen und altem Kriegsgerät befreit.
Auf dem Europaplatz genannten Appellplatz befand sich ein Ehrenmal mit den Namen der in Bosnien gefallenen Bundeswehr-Angehörigen. Zu besonderen Anlässen und zum Volkstrauertag wurde hier der Gefallenen gedacht. Mittlerweile wurde der Gedenkstein nach Deutschland überführt und steht heute im Wald der Erinnerung in der Henning-von-Tresckow-Kaserne in Geltow.
Bis Dezember 2004 war das Lager Hauptquartier der deutschen SFOR-Kontingente. Hier wurde das erste feste Gebäude eines deutschen Feldlazarettes im Einsatzland errichtet, welches zukünftig in dieser Form auch als rein ziviles Krankenhaus genutzt werden kann. Die Kosten des etwa 3000 m² umfassenden Gebäudes betrugen bei der Fertigstellung 2004 etwa 3,5 Millionen Euro.
Das Feldlager Rajlovac wurde 2007 an die Armee von Bosnien-Herzegowina zur Nutzung übergeben.